# Staurocleis magnifica
Staurocleis magnifica är en insektsart som beskrevs av Boris Petrovich Uvarov 1923. Staurocleis magnifica ingår i släktet Staurocleis och familjen gräshoppor. Inga underarter finns listade i Catalogue of Life.